# Ferdinando Coppola
Ferdinando Coppola (ur. 10 czerwca 1978 w Neapolu) – włoski piłkarz występujący na pozycji bramkarza we włoskim klubie Hellas Werona.

## Kariera klubowa
Coppola profesjonalną karierę rozpoczynał w SSC Napoli. W pierwszej drużynie tego klubu zaliczył 21 występów, gdyż pełnił głównie rolę rezerwowego. W 2000 roku, po awansie Napoli do Serie A, Coppola odszedł do Bologny. Ponieważ numerem jeden w bramce Rossoblu był Gianluca Pagliuca, toteż Coppola ani razu nie wystąpił w lidze jako zawodnik Bologny. Latem 2003 przeniósł się do Ascoli. Po rozegraniu jednego meczu w Serie B, został wypożyczony do pierwszoligowej Regginy. W tym zespole wystąpił w dwukrotnie. Po powrocie do Ascoli, na zapleczu ekstraklasy zaliczył 28 spotkań w lidze oraz dwa w barażach, dzięki którym jego klub awansował do Serie A. W sezonie 2005/2006 rozegrał w lidze wszystkie 38 meczów. Latem 2006 podpisał kontrakt z Milanem i został w nim bramkarzem numer trzy. Przed rozpoczęciem rozgrywek ligowych grywał w sparingach, lecz postanowiono go wypożyczyć do drugoligowej Piacenzy. Po zakończeniu okresu wypożyczenia przeszedł do Atalanty BC. Latem 2010 powrócił do Milanu, by wkrótce trafić do Sieny.

## Kariera reprezentacyjna
Coppola w 1998 roku został powołany na mecz młodzieżowej reprezentacji Włoch, przeciwko Anglii. Wówczas przesiedział całe spotkanie na ławce rezerwowych i nie zaliczył debiutu w drużynie narodowej.